# Partido Unido de los Trabajadores de Santa Lucía
El Partido Unido de los Trabajadores (en inglés: United Workers Party), comúnmente abreviado como UWP, es un partido político conservador y demócrata cristiano de Santa Lucía y uno de los dos principales partidos políticos del país, junto con el Partido Laborista. Desde las elecciones generales de 2021 es el principal partido de la oposición al gobierno de Philip J. Pierre.
El partido fue fundado en 1964 como una alianza entre el Partido Progresista del Pueblo y el Movimiento Nacional Laborista (una facción escindida del Partido Laborista), como una alianza de cara a las elecciones generales del mismo año, compitiendo bajo el liderazgo de John Compton y obteniendo una amplia victoria. Durante treinta de los treinta y tres años siguientes (con la sola excepción de un breve período entre 1979 y 1982), el UWP se mantuvo al frente del gobierno de la isla, con Compton a la cabeza. El partido condujo a Santa Lucía a través del autogobierno hacia la plena independencia, la cual se concretó en 1979.
Compton se retiró en 1996 y fue sucedido por Vaughan Lewis, que llevó al partido a dos abrumadoras derrotas en 1997 y 2001. Compton retornó al liderazgo del partido y este volvió al poder en 2006. Compton murió siendo primer ministro al año siguiente, dejando a Stephenson King a cargo del gobierno. El partido perdió las elecciones de 2011, pero retornó en 2016 con Allen Chastanet como candidato. En 2021, el UWP sufrió una dura derrota ante los laboristas, retornando a la oposición.

## Resultados electorales
|  | 51.51 % |

|  | 58.60 % |

|  | 58.60 % |

|  | 43.79 % |

|  | 56.18 % |

|  | 52.46 % |

|  | 53.18 % |

|  | 56.67 % |

|  | 36.58 % |

|  | 37.84 % |

|  | 51.34 % |

|  | 46.96 % |

|  | 54.76 % |

|  | 42.91 % |